# Кивиярви (озеро, Пенингское сельское поселение)
Кивиярви — пресноводное озеро на территории Пенингского сельского поселения Муезерского района Республики Карелии.

## Физико-географическая характеристика
Располагается на высоте 354,5 метров над уровнем моря.
Форма озера продолговатая: оно более чем на два километра вытянуто с северо-запада на юго-восток. Берега каменисто-песчаные, возвышенные.
Из юго-восточной оконечности озера вытекает река Суна.
Ближе к южной оконечности озера расположен один относительно крупный (по масштабам водоёма) остров без названия.
Населённые пункты и автодороги вблизи водоёма отсутствуют.

## Панорама

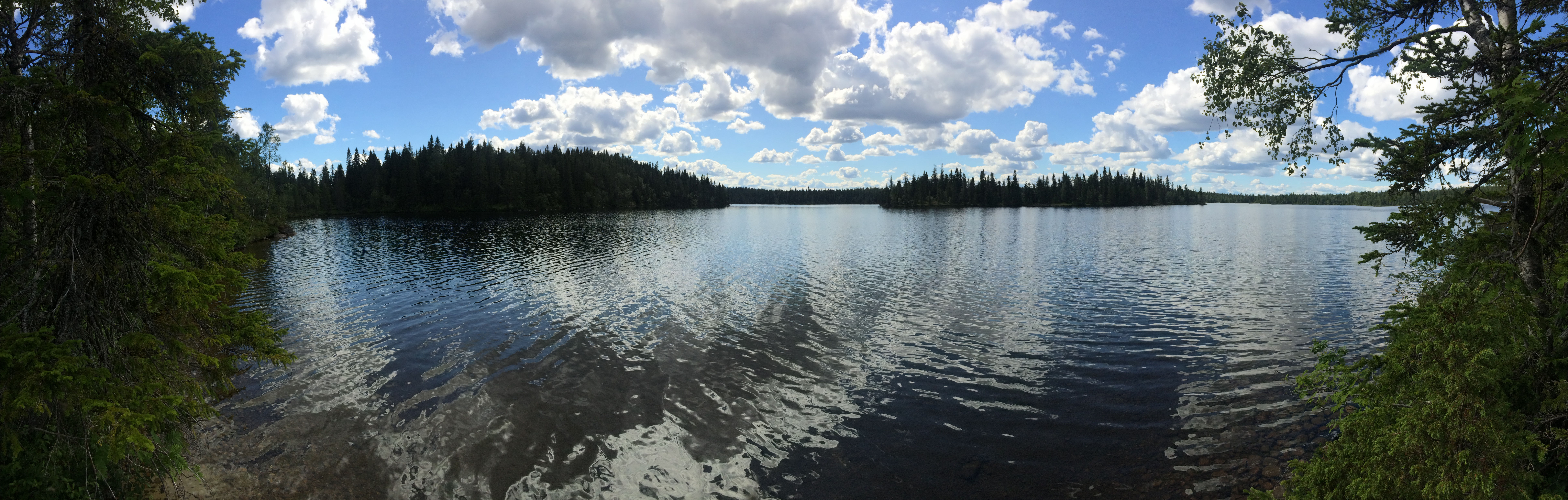
Панорама